# Погост (Ошевенское сельское поселение)
Пого́ст (также Ошеве́нский Погост) — деревня в составе Каргопольского муниципального округа Каргопольского района Архангельской области. До 2021 года входила в состав Ошевенского сельского поселения
27 мая 2016 года деревня стала вторым (после села Вятского Ярославской области) членом «Ассоциации самых красивых деревень России».
В 2016 году деревня внесена в Путеводитель самых красивых деревень России.
| 2002 | 2010 | 2012 |
| ---- | ---- | ---- |
| 106  | ↘73  | ↘54  |

## Архитектурные достопримечательности
- Свято-Успенский Александро-Ошевенский монастырь, основанный преподобным Александром Ошевенским в 1460-х гг., расположен при въезде в село со стороны Каргополя.
- Церковь Богоявления 1787 года со стоящей рядом колокольней. Мощный восьмерик церкви с выразительным шатром, вероятнее всего, повторяет предыдущую, стоявшую на том же месте. Колокольня же несколько напоминает Лядинскую: низкий четверик, относительно массивный восьмерик, невысокий звон и шатёр. Под влиянием чуждого классицизма столбы звона обшиты тёсом, так что они представляют собой арочные пролёты. Это конструктивно неоправданная деталь была на многих колокольнях, как например в Саунино, но постепенно им придают исторический вид.

В 2014 году из Богоявленского храма были украдены 45 икон — весь праотеческий ряд иконостаса. Экстренные меры по поиску икон были приняты по инициативе Президента Российской Федерации Владимира Путина и осуществлялись под личным контролем губернатора Архангельской области Игоря Орлова. Найденные в 2015 году иконы частично были переданы церкви в том же году. В марте 2019 года утерянные и вновь обретённые святыни демонстрировались на большой выставке в Архангельске.
- Дом-двор Попова (вторая половина XIX века) и колокольня (1854 год) были перевезены из Погоста в экспозицию государственного музея деревянного зодчества Русского Севера «Малые Корелы».

## Известные уроженцы
В деревне родился Евгений Фёдорович Богданов (1923 — 1999) — русский советский писатель.

## Фотографии
- Северный день
- Весь ансамбль в 30-градусную стужу
- Церква и амбарчик
- Апсиды в окружении лиственниц